# Gouvernement Pehrsson-Bramstorp
Gouvernement du royaume de Suède
Hansson I Hansson II
Le gouvernement Pehrsson-Bramstorp, surnommé « gouvernement des vacances » (semesterregeringen) ou « gouvernement estival » (sommarregeringen), est à la tête du royaume de Suède pendant quelques semaines durant l'été 1936.

## Histoire
Le premier gouvernement du social-démocrate Per Albin Hansson, en poste depuis 1932, remet sa démission le 15 juin 1936, à la suite du rejet de sa proposition de réforme des retraites par le Riksdag. Axel Pehrsson-Bramstorp, président du parti agrarien de la Ligue des Paysans, est chargé de former un nouveau gouvernement. Formé de membres de la Ligue et d'hommes politiques sans étiquette, le nouveau gouvernement entre en fonctions le 19 juin.
Les sociaux-démocrates remportent une nouvelle victoire aux élections législatives du 20 septembre, et Pehrsson-Bramstorp démissionne le 23. Il laisse la place à Hansson, qui forme un nouveau gouvernement de coalition comprenant des sociaux-démocrates et des agrariens.
Les trois mois du gouvernement Pehrsson-Bramstorp constituent la seule interruption dans les quarante-quatre années de présence sociale-démocrate au sommet de l'État, de 1932 à 1976.

## Composition
- Ministre d'État et ministre de l'Agriculture : Axel Pehrsson-Bramstorp
- Ministre des Affaires étrangères : Karl Gustaf Westman
- Ministre de la Justice : Thorwald Bergquist (sans étiquette)
- Ministre de la Défense : Janne Nilsson
- Ministre des Affaires sociales : Gerhard Strindlund
- Ministre des Communications : Arthur Heiding
- Ministre des Finances : Vilmar Ljungdahl
- Ministre des Affaires ecclésiastiques : Tor Andræ (sans étiquette)
- Ministre du Commerce extérieur : Elof Ericsson (sans étiquette)
- Ministre sans portefeuille : Nils Quensel (sans étiquette)
- Ministre sans portefeuille : Sture Centerwall (sans étiquette)
- Ministre sans portefeuille : Tage Gynnerstedt